# Hans Kristian Amundsen
Pour les articles homonymes, voir Amundsen.
Hans Kristian Amundsen (né le 2 décembre 1959 et mort le 29 juillet 2018 à Skoganvarre) est un homme politique norvégien, secrétaire d'État au ministère de la Pêche et des Affaires littorales.